# Шулавері-шомуська культура

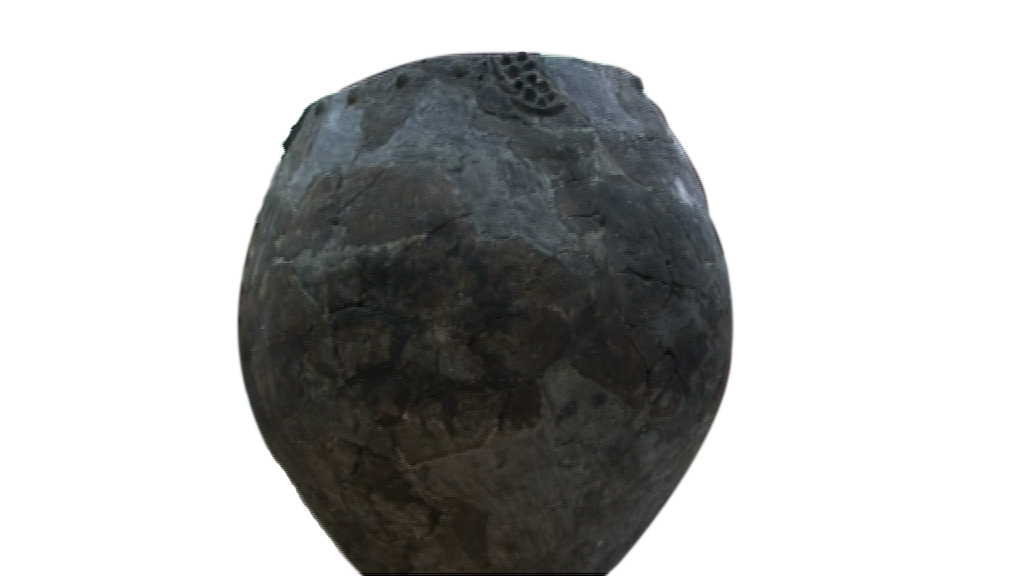
Неолітичний посуд для вина

Шулавері-шомуська культура, Шулавері-шомутепинська культура — археологічна культура, що існувала в Закавказзя (територія сучасного Азербайджану, Грузії і й Вірменії) за часів пізньої новокаменої та мідної діб. Датується приблизно 6000 — 4000 роками до Р. Х. Названа за поселеннями Шулавері-гора в Грузії та Шому-тепе (тепе Шому) в Азербайджані.

## Археологічні розкопки
Археологічні розкопки Шулавері-гори й Іміріс-гори проводилися Квемо-Картлійською об'єднаною археологічною експедицією Державного музею Грузії й Тбіліського державного університету під керівництвом професора О. М. Джапарідзе в 1965—1966 роках.
Згідно Джавахішвілі: «Нам важко сказати, наскільки прийнятна радіовуглецева дата, встановлена для Шому-Тепе; за нечисленних матеріалів, що ми маємо на даний час з публікацій цього пам'ятника, вона здається дещо заниженою (5560±70 до Р. Х.) але, з огляду на те, що з інших чотирьох радіовуглецевих визначень віку даної культури, які є на даний час (Тойра-тепе — 4295±125; Шулавері-гора, нижній шар — 4675±210; Шулаверіс-гора, верхній шар — 3970±300; Кюль-тепе — 3820±90 до Р. Х.) два дають першу половину й середину V тис. до Р. Х., з іншого боку, матеріали Шому-Тепе відомі нам лише дуже поверхово, вона все ж не може бути відкинута без застережень».

## Хронологія і вплив

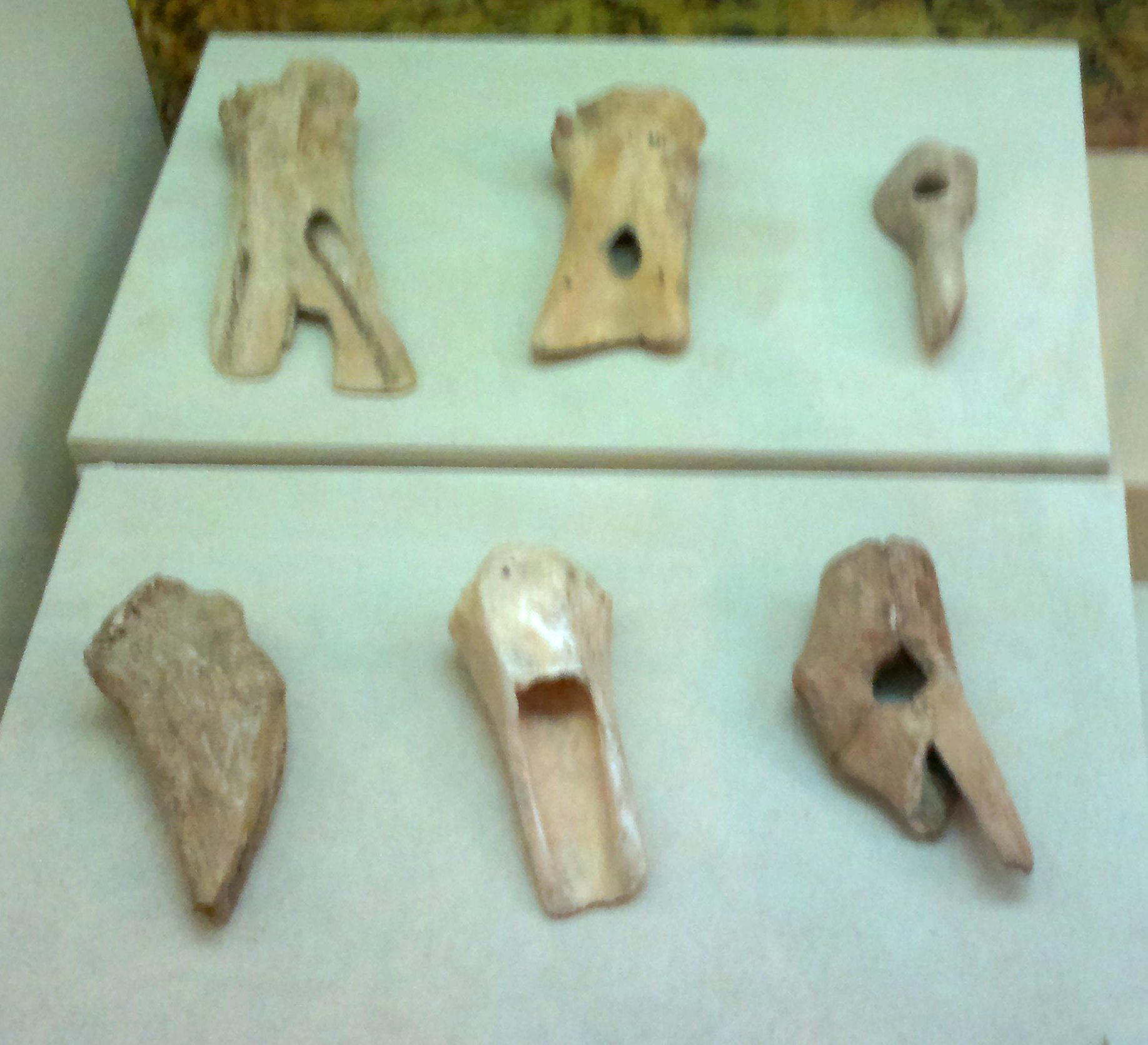
Мотики з кістки і рогів мідної доби з пам'ятників Шомутепе, Гаргалартепесі і Кюльтепе I. VI—IV тисячоліття до Р. Х. Музей історії Азербайджану

Вважається, що ця культура виникла незабаром після різкого похолодання 6200 року до Р. Х., що тривало близько 2 сторіч.
Шулавері-шомуська культура передує куро-аракській культурі, що існувала на території Закавказзя та прилягаючих областей Західної Азії близько 4000-2200 роках до Р. Х., та в подальшому значно вплинула на наступну тріалетську культуру (2200—1500 роки до Р. Х.). Сіоніська культура у Східній Грузії, ймовірно була перехідною від шулаверійської до куро-аракської.
В Азербайджані шари Лейлатепинської культури в деяких випадках перекривають більш ранній шар Шулавері-шомуської культури.

## Господарка та матеріальна культура
Шулавері-шомуська культура, як і сусідні неолітичні і халколітічні культури Південного Кавказу, використовували місцевий обсидіан для виготовлення знарядь, займалися скотарством (велика рогата худоба, свині), вирощували культурні рослини, в тому числі виноград. В Гадачрілі гора (Gadachrili gora), недалеко від села Imiri, радіовуглецевий аналіз вказує на дату близько 6000 року до Р. Х.. Багато характерні риси матеріальної Шулавері-шомуської культури (круглі глинобитні будівлі, кераміка з пластичними прикрасами, антропоморфні жіночі статуетки, обсидіанові знаряддя — переважно довгасті призматичні ножі), як вважається, походять від культур близькосхідного неоліту (хасунська й халафської культур).